# Каанс, Анна Ди
Анна Д. Каанс (англ. Anna D Caans, род. 6 декабря 1979, Остин) — американская порноактриса, лауреат премии NightMoves Award.

## Биография
Родилась 6 декабря 1979 года в Остине. Дебютировала в порноиндустрии в 2001 году, в возрасте около 22 лет.
Снималась для студий Odyssey, Reel Life Video, Remco, Score.
В 2001 году получила премию NightMoves Award в номинации «Мисс Конгениальность».
Ушла из индустрии в 2004 году, снявшись в 8 фильмах.

## Награды и номинации
| Год  | Церемония        | Результат | Номинация            | Работа |
| ---- | ---------------- | --------- | -------------------- | ------ |
| 2001 | NightMoves Award | Победа    | Мисс Конгениальность | н/д    |

## Избранная фильмография
- Stacked & Packed 3 (2004)[4]